# Grundhof (Luxemburg)
Grundhof (Luxemburgs: Grondhaff) is een plaats in het kanton Echternach in Luxemburg. Het dorp ligt aan de samenkomst van de Zwarte Ernz en de Sûre. Het deel ten westen van de Zwarte Ernz maakt deel uit van de gemeente Beaufort, het deel ten oosten van die rivier maakt deel uit van de gemeente Berdorf.

## Geschiedenis
In de vroege middeleeuwen stond hier de Sint-Michaëlkerk. Dit was een religieus centrum voor de filiaalkerken in Consdorf, Wallendorf en Bersdorf. Toen deze filiaalkerken zelfstandige parochies werden, verdween het belang van deze kerk, die tot kapel degradeerde en in de 19e eeuw verdween. Nu staat slechts een stenen kruis van 1939 op de plaats van de voormalige kapel. Dit is ter ere van de Heilige Willibrord die hier het eerste altaar zou hebben opgericht.
In 1775 heeft Pierre Culmont, een lakenhandelaar uit Hodimont bij Verviers die ook kolonel van de Waalse Grenadiers was, hier twee hoogovens en een smederij laten bouwen. Het bedrijf, dat voornamelijk kanonnen produceerde, werd in 1848 gesloten.
De plaats heeft ook een tegelfabriek, Silico S.A., gekend.
In de omgeving is in 2010 het natuurreservaat Saueruecht ingesteld.

## Demografie
Het overgrote deel van het dorp ligt op het grondgebied van Beaufort en telt 70 inwoners (2018). Het deeltje op het grondgebied van Berdorf telt slechts 19 inwoners (2017).

## Nabijgelegen kernen
Bollendorf-Pont, Berdorf, Dillingen